# South Dakota (Schiff, 1942)
Die South Dakota war ein Schlachtschiff der United States Navy und das Typschiff der South-Dakota-Klasse. Sie diente von 1942 bis 1947 in der US Navy und wurde während des Zweiten Weltkriegs hauptsächlich auf dem pazifischen Kriegsschauplatz eingesetzt. Im Jahr 1962 wurde sie abgewrackt.

## Geschichte

### Planung und Bau
Hauptartikel: South-Dakota-Klasse
Während der Bau bereits am 17. Mai 1938 im zweiten Vinson Act durch den US-Kongress beschlossen worden war, erfolgte der Auftrag zum Bau im Dezember 1939. Die South Dakota wurde am 5. Juli 1939 in Camden (New Jersey) auf den Anlagen der New York Shipbuilding Corporation auf Kiel gelegt. Sie lief am 7. Juni 1941 nach der Taufe durch Vera Bushfield, Ehefrau von Harlan J. Bushfield, Gouverneur von South Dakota, vom Stapel. Die Baukosten betrugen rund 73 Millionen US-Dollar. Im Gegensatz zu den anderen Schiffen der Klasse trug die South Dakota nur 16 12,7-cm-Geschütze, da sie als Flottenflaggschiff ausgerüstet war und dieses hoch liegende Zusatzgewicht kompensiert werden musste.

### Erster Einsatz
Die South Dakota lief am 21. August 1942 durch den Panamakanal in den Pazifik. Sie erreichte Anfang September Tonga. Nachdem sie am 4. September ein Korallenriff gerammt hatte, verlegte sie zunächst für notwendige Reparaturen nach Pearl Harbor. Bevor sie Tonga verließ, musste sie 1000 ihrer 5-Zoll-Granaten und einen Teil ihres Treibstoffs von Bord geben. In Pearl Harbor wurden schwere Schäden am Rumpf festgestellt, deren Reparatur bis zum 12. Oktober 1942 andauerte. Zwei ihrer 28-mm-Flugabwehrgeschütze wurden durch 40-mm-Waffen ersetzt, zusätzlich erhielt sie hier zwei weitere 40-mm-Flak-Vierlinge und acht weitere Cal.-50-MGs, die später durch 20-mm-Waffen ersetzt wurden, so dass dann 57 20-mm-MK das Rückgrat ihrer Flugabwehr bildeten.
Sie wurde zunächst der TF 16 zugewiesen, deren Kern der Flugzeugträger Enterprise bildete. Die Taskforce sollte TF 17 unterstützen, die in den Gewässern um Guadalcanal gegen japanische Flottenverbände eingesetzt war. Am 25. Oktober erhielt der kombinierte Flottenverband (jetzt als TF 61) den Auftrag, eine japanische Flotte aus Flugzeugträgern abzufangen, die sich Guadalcanal näherte.

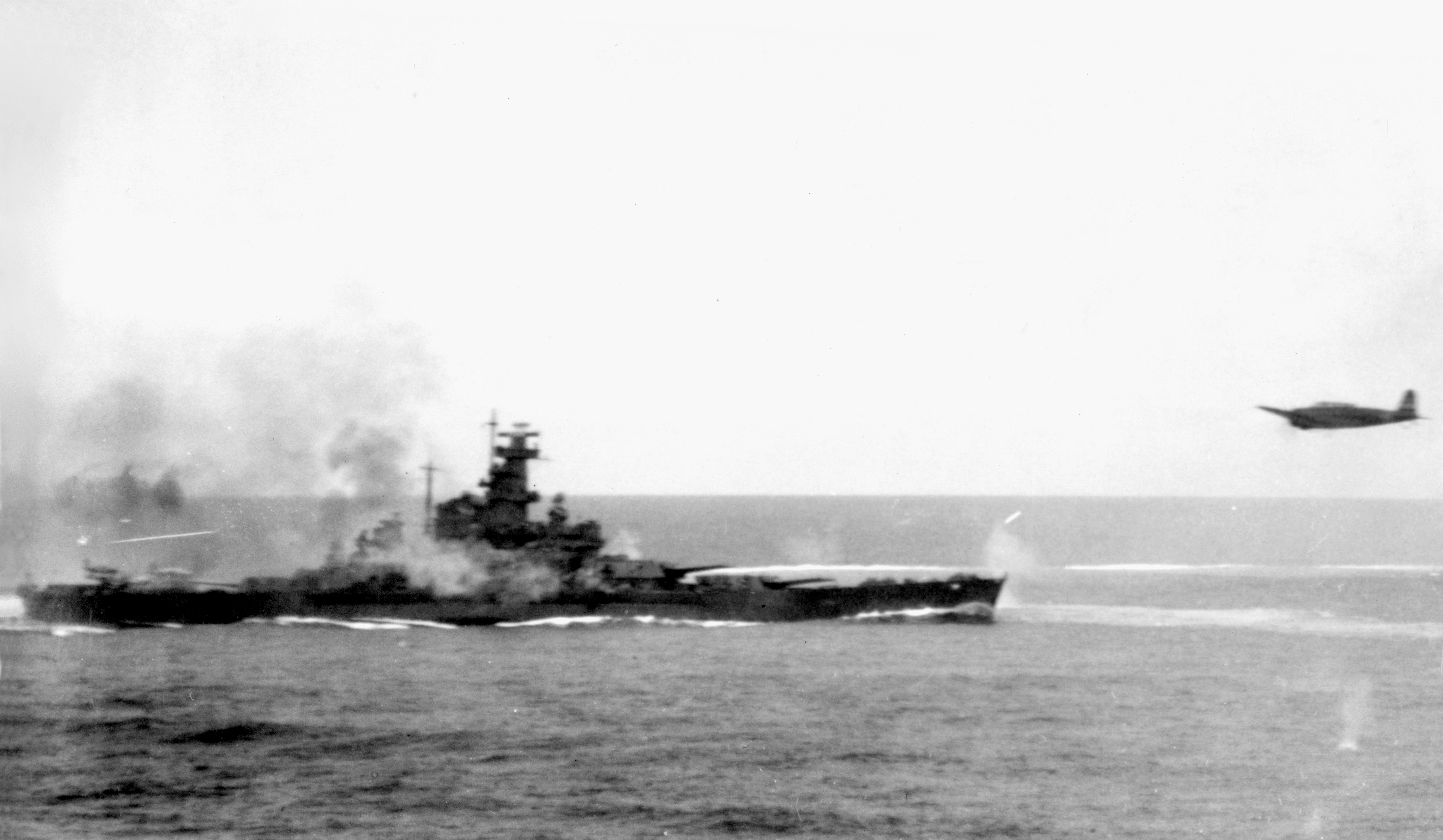
South Dakota während der Schlacht bei den Santa-Cruz-Inseln, 26. Oktober 1942

Hauptartikel: Schlacht bei den Santa-Cruz-Inseln
Während des sich entwickelnden Duells zwischen den Flugzeugträgern und ihren Luftflotten war die South Dakota nahe der Enterprise eingesetzt und bekämpfte japanische Flugzeuge. Im Verlaufe der Schlacht erhielt das Schlachtschiff einen Volltreffer einer japanischen 250-kg-Bombe auf das Dach des Geschützturms A, der jedoch keine kritischen Schäden verursachte. Lediglich der Kommandant, Captain Thomas L. Gatch, wurde durch Splitter verwundet, weil er sich außerhalb der gepanzerten Brücke aufgehalten hatte. Die Luftabwehr der South Dakota schoss im Verlaufe des Tages 26 feindliche Flugzeuge ab.
Am frühen Morgen des 30. Oktober kollidierte die South Dakota während des Versuchs, einem gemeldeten U-Boot auszuweichen, mit dem Zerstörer Mahan. Der Zerstörer wurde schwer, das Schlachtschiff leicht beschädigt. Am 11. November war sie wieder einsatzbereit und lief von Nouméa nach Guadalcanal. Gemeinsam mit der Washington und vier Zerstörern bildete sie die Kampfgruppe TF 64.

### Schlacht von Guadalcanal
Hauptartikel: Seeschlacht von Guadalcanal
Begünstigt durch Mondlicht, gelang es auf der Brücke der South Dakota, den ersten gegnerischen Kontakt auf fast 16.000 Meter Entfernung optisch zu erfassen. Ihre Hauptgeschütze eröffneten das Feuer auf den nächstgelegenen Feindkontakt. Die Mannschaft beobachtete Treffer und aufflammende Brände auf dem Ziel. Es wurde weiter durch Radar verfolgt und beschossen, bevor es von den Schirmen verschwand. Turm C der South Dakota feuerte über das Heck auf einen weiteren Kontakt und zerstörte durch die Druckwelle die eigenen auf dem Achterdeck abgestellten Aufklärungsflugzeuge, so dass diese Feuer fingen. Die Druckwelle der nächsten Salve schleuderte die brennenden Flugzeugwracks allerdings über Bord und löschte die meisten Feuer. Hier zeigten sich erste Schwierigkeiten, denn die Erschütterung beim Abfeuern der Hauptartillerie führte zu Störungen in den elektrischen Systemen des Schiffes.
Kurze Zeit später erkannte das Radar weitere gegnerische Schiffe, die sich bereits bis auf knapp fünf Kilometer genähert hatten. Der Vorteil, den eigentlich das Radar hätte liefern sollen, wurde neutralisiert, da sich die japanischen Schiffe im Schutz der Insel Savo genähert hatten, was ihre Erkennung auf den Radarschirmen, die zudem immer wieder durch Stromschwankungen gestört wurden, zunächst unmöglich machte. Die feindliche Flotte erfasste die South Dakota mit ihren Suchscheinwerfern, und sie wurde von konzentriertem Geschützfeuer des japanischen Schlachtkreuzers Kirishima, der Kreuzer Takao, Atago und einiger Zerstörer getroffen.
Eine 35,6-cm-Granate der Kirishima explodierte beim Auftreffen auf die Barbette unmittelbar unterhalb von Turm C. Die Granatsplitter verkeilten zwei der Geschützrohre, so dass nach achtern nur noch ein 40,6-cm-Rohr funktionierte. Die 20,3-cm-Granaten der japanischen Kreuzer durchlöcherten die Aufbauten der South Dakota, zerstörten das Hauptradar, beschädigten den Radarkontrollraum und die Leitsysteme für die Mittelartillerie, beschädigten das Feuerleitsystem der 40-mm-Flugabwehrkanonen und zerstörten einen Suchscheinwerfer. Den Rumpf trafen nur wenige Granaten, von denen keine die Panzerung über den lebenswichtigen Schiffssystemen durchschlug. Es wurden mindestens 26 Treffer gezählt. Am schwersten wirkten sich die Schäden an Verkabelungen und Feuerleitsystem aus, so dass nur noch das Radar auf dem Reserve-Entfernungsmesser einsatzfähig war. Die Kurzschlüsse in den elektrischen Systemen machten allerdings das gesamte Feuerleitsystem vorübergehend funktionsunfähig und ließen auch die Funksysteme ausfallen.
Da sie noch schwimmfähig und steuerbar war und keine nennenswerten Wassereinbrüche zu verzeichnen hatte, zog sich die South Dakota, die den Kontakt zur Washington und den Überblick über die Schlacht verloren hatte, nach dem Ausfall ihrer für den Kampf bei Dunkelheit wichtigen Systeme schließlich zurück. 38 Besatzungsmitglieder wurden getötet, 60 weitere verwundet. Eine abschließende Untersuchung führte das vergleichsweise geringe Ausmaß der Schäden, gemessen an der großen Zahl von etwa 26 großkalibrigen Treffern auf die hohen Verzögerungszeiten der japanischen Zeitzünder zurück, die dafür gesorgt hatten, dass viele Projektile die Aufbauten durchschlugen, ohne zu explodieren. Analytiker kamen später zu dem Schluss, dass die South Dakota, entgegen ersten Einschätzungen, selbst keine Erfolge während der Schlacht erzielte – von 115 verschossenen 16-Zoll-Granaten traf keine, von den 305 verschossenen 5-Zoll-Granaten war möglicherweise ein einzelner Treffer auf dem Zerstörer Ayanami erzielt worden.

### Reparatur & Aufrüstung

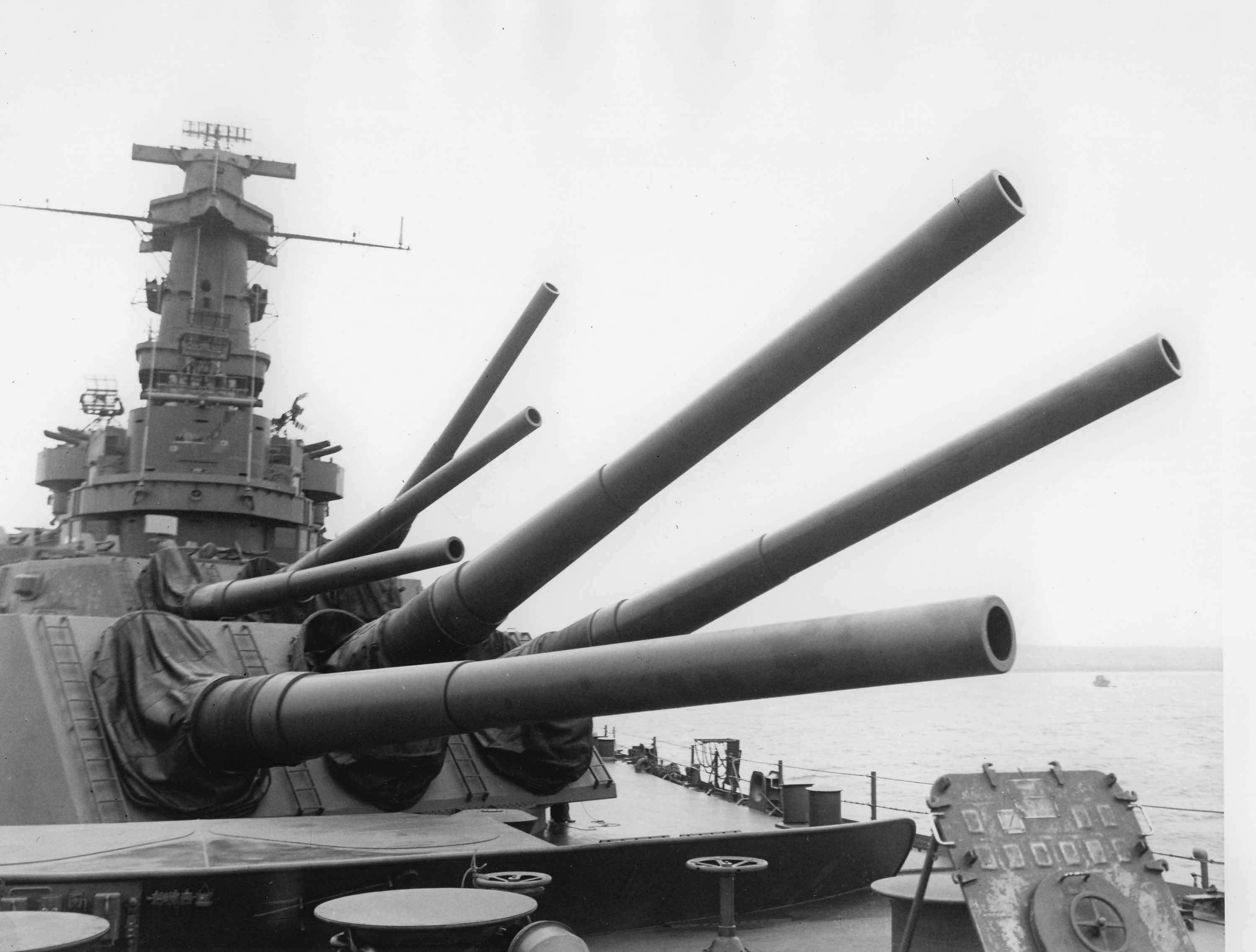
Die South Dakota 1943 in Scapa Flow

Am 18. Dezember 1942 erreichte sie New York City zur Reparatur der Gefechtsschäden. Die verbliebenen 28-mm-(1.1-inch)-Flugabwehrwaffen wurden durch 40-mm-Bofors-Geschütze ersetzt und weitere 40-mm-Waffen aufgestellt, so dass sich schließlich 17 dieser Vierlingsgeschütze an Bord befanden.

### Nordatlantik
Die South Dakota wurde diesmal in den Nordatlantik abgestellt, um die britische Home Fleet zu unterstützen. Während der Operation Gearbox war sie am 9. Juni 1943 gemeinsam mit der Alabama, der Duke of York und der Anson bei einem Entlastungseinsatz für die Alliierten auf Spitzbergen eingesetzt.
Am 1. August 1943 wurden South Dakota und Alabama aus der britischen Home Fleet entlassen und verlegten nach einem kurzen Werftaufenthalt wieder in den Pazifik.

### Zweiter Pazifikeinsatz
Die South Dakota führte nun hauptsächlich unterstützende und sichernde Einsätze durch, zunächst während des Angriffs auf die Gilbert-Inseln im November 1943, später, im Dezember 1943, gegen die Marshallinseln.
Im Februar 1944 unterstützte sie den alliierten Angriff auf Truk, während der japanischen Luftangriffe auf die Trägergruppe schossen die Kanoniere der South Dakota vier gegnerische Flugzeuge ab. Im April bombardierte sie schließlich Pohnpei, eine Insel der Karolinen-Gruppe.

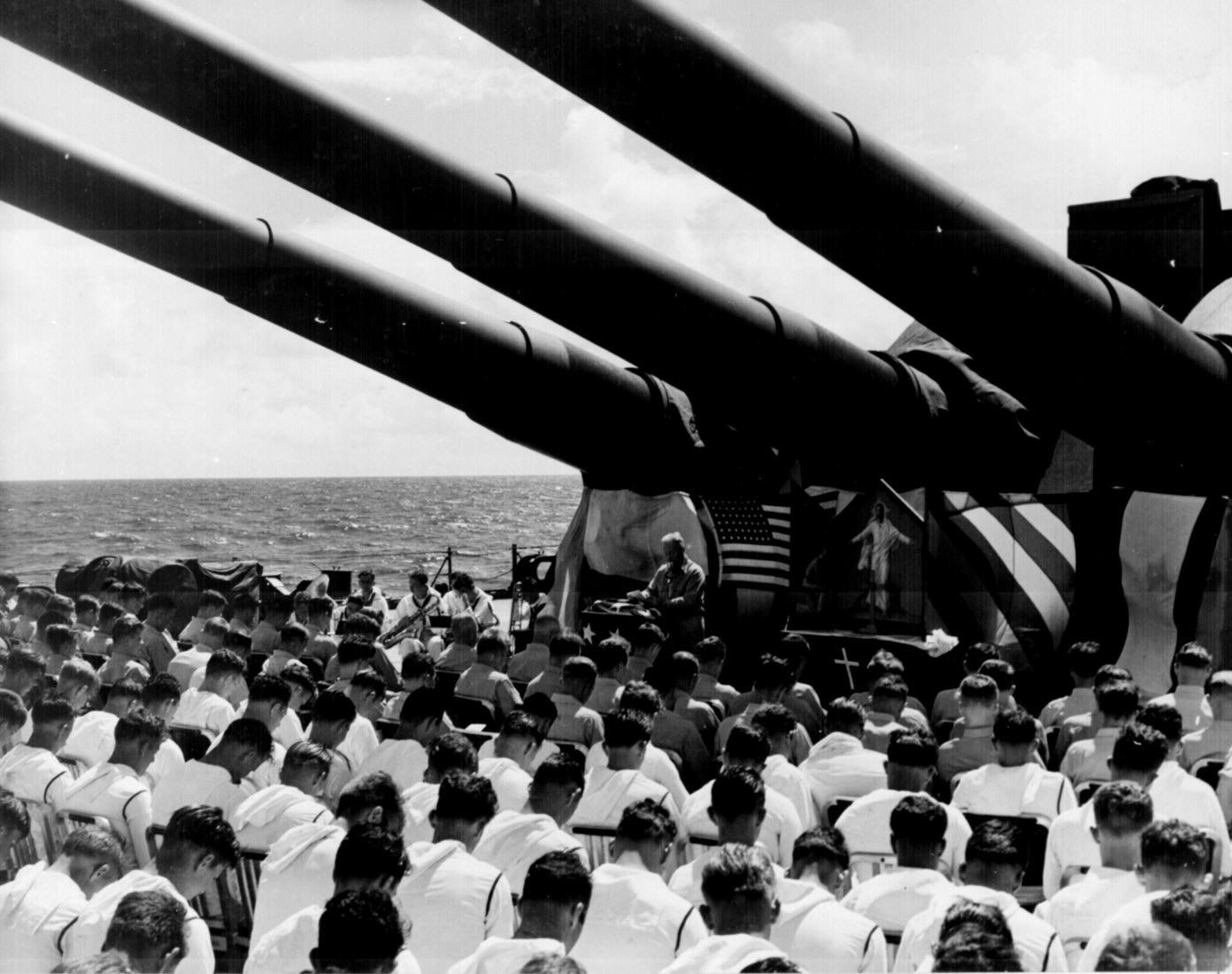
Die Gedenkandacht für die am 19. Juni 1944 getöteten Matrosen auf der South Dakota

Während ihres Einsatzes um die Insel Saipan wurde sie mehrfach zum Ziel feindlicher Luftangriffe. Am 19. Juni 1944 kurz vor 11 Uhr Ortszeit warf eine Yokosuka D4Y eine 250-kg-Bombe mit Aufschlagzünder auf das Schlachtschiff ab, die, etwa bei Spant 70, auf dem Oberdeck explodierte. Es wurde ein Loch in das Deck gerissen und zahlreiche Leitungssysteme zerstört. Ein 40-mm-Flugabwehrgeschütz wurde beschädigt und, als Folge des fehlenden Panzerschutzes an der Rückseite der Flugabwehrstellungen, 24 Mann getötet und 27 verwundet. Wichtige Schiffssysteme wurden nicht betroffen. Die Operation endete und die South Dakota verlegte schließlich über Pearl Harbor zurück in die USA, um in Puget Sound überholt und repariert zu werden, wo sie am 10. Juli eintraf.
Nach dem Abschluss der Arbeiten kehrte sie am 26. August 1944 nach Pearl Harbor zurück. Nach Einsätzen gegen japanische Garnisonen auf den Philippinen und umliegenden Inseln nahm sie im Frühjahr 1945 an den Operationen gegen Okinawa und Iwo Jima teil.
Im Mai 1945 ereignete sich beim Verladen von Munition eine Explosion im Magazin von Turm B, bei der eine Kartusche mit Pulver für die 16-Zoll-Geschütze explodierte. Das Magazin musste geflutet werden, um das Schiff zu retten. Elf Seeleute starben, 24 wurden verwundet.
Am 14. Juli 1945 beschoss die South Dakota während eines Angriffs auf Schwerindustriebetriebe in Kamaishi auf Honshū als erstes Kriegsschiff die japanischen Hauptinseln. Bis zum Kriegsende war sie weiterhin als Sicherung für Flugzeugträger eingesetzt, die noch mehrere Luftangriffe auf Japan starteten.

### Ende
Nach ihrer Rückkehr in die USA wurde die South Dakota am 31. Januar 1947 aus dem aktiven Dienst in die Reserve versetzt, im Juni 1962 aus dem Flottenregister gestrichen und letztlich am 25. Oktober 1962 für 446.000 Dollar an eine Abwrackwerft zur Verschrottung verkauft. Teile ihrer Panzerung wurden von der US-Regierung für andere Projekte verwendet.

## Gedenkstätte
Teile der Ausrüstung der South Dakota, darunter die Radarantenne eines Mark-4-Feuerleitgerätes, ein Propeller und kleinere Devotionalien, sind heute in Sioux Falls im Bundesstaat South Dakota an einer Gedenkstätte für Besucher zu besichtigen.